# Birgit Brüel
Birgit Brüel, née Birgit Thora Marie-Louise Thielemann le 6 octobre 1927 à Copenhague et morte le 23 février 1996 dans la même ville, est une chanteuse danoise.
Elle a représenté le Danemark au Concours Eurovision de la chanson 1965 à Naples avec la chanson For din skyld avec laquelle elle termine 7e sur 18 participants.

## Filmographie

### Comme actrice
- 1968 : Le Joujou chéri (Det kære legetøj) de Gabriel Axel
- 1972 : Man sku' være noget ved musikken de Henning Carlsen